# Tridimeris baillonii
Tridimeris baillonii är en kirimojaväxtart som beskrevs av George Edward Schatz. Tridimeris baillonii ingår i släktet Tridimeris och familjen kirimojaväxter. Inga underarter finns listade i Catalogue of Life.